# Paracercion pendulum
Paracercion pendulum – gatunek ważki z rodziny łątkowatych (Coenagrionidae). Jest endemitem prowincji Laguna na wyspie Luzon (Filipiny). W nowszych wersjach World Odonata List takson ten uznawany jest za synonim Paracercion melanotum.